# Pauline Boutal
Pauline Boutal, née le 8 septembre 1894 à Lanhouarneau (France) et morte le 30 avril 1992 à Saint-Boniface (Canada), est une artiste canadienne, comédienne, scénographe, directrice de théâtre et peintre ; c'est l'un des personnages marquants de la vie culturelle franco-manitobaine au XXe siècle.

## Biographie
Pauline Anne Marie Françoise Le Goff est la fille d'un maître verrier breton Jean-François Le Goff et de Louise Cabon ; son grand-père maternel, François Cabon, est également maître verrier. Elle naît en Bretagne à Lanhouarneau le 8 septembre 1894. En octobre 1907, alors qu'elle a 13 ans, sa famille émigre au Canada, dans la province du Manitoba ; elle s'installe d'abord à Saint-Laurent puis au printemps 1909 à Saint-Boniface, qui est alors une ville indépendante (elle le restera jusqu'en 1970, date à laquelle elle est rattachée à la ville de Winnipeg, dont elle forme un quartier). 
En septembre 1909, Pauline Le Goff travaille pour le journal franco-canadien Le Nouvelliste comme maquettiste ; elle y fait la connaissance de son futur mari, le français Arthur Boutal qui est typographe au journal. De 1911 à 1914, elle fait des études d'art au Winnipeg Art Club. Arthur Alphonse Pierre Boutal est incorporé dans l'armée française en 1914 au début de la première Guerre Mondiale ; Pauline le rejoint en 1916 et ils se marient à Gond-Pontouvre (Charente) le 11 avril 1916.
À son retour au Canada en 1917, Boutal intègre l'entreprise de dessin publicitaire Brigdens à Winnipeg, où elle travaille jusqu'en 1941 comme dessinatrice de mode et maquettiste, en particulier pour les catalogues de la chaîne de magasins Eaton. Elle continue des études en art à la Winnipeg School of Art (aujourd'hui rattachée à l'Université du Manitoba) et suit les cours de LeMoine FitzGerald et de Franck Johnston ; elle suivra également à l'été 1946 les cours de George Elmer Browne à la Cape Cod School of Art à Provincetown (Massachusetts, États-unis), ceux de Henry Hensche et à Paris ceux d'André Lhote et de Charles Picart Le Doux à l'Académie de la Grande Chaumière.
À partir de 1925, elle et son mari se consacrent à la compagnie de théâtre le Cercle Molière qui venait d'être créée à Winnipeg ; c'est l'une des premières troupes professionnelles au Canada, qui joue des pièces de théâtre en langue française. Arthur Boutal en est directeur artistique de 1926 à 1940 ; Pauline y est actrice, scénographe à partir de 1933 et à la mort de son mari en 1941, elle lui succède comme directrice artistique et metteur en scène jusqu'en 1967. Elle dessine des costumes pour la compagnie, ainsi que pour le Petit Théâtre de Winnipeg et le Ballet royal de Winnipeg. La compagnie Cercle Molière participe régulièrement au Festival de théâtre Dominion et organise de nombreuses tournées dans le Manitoba et dans d'autres provinces canadiennes. Pauline Boutal est nommée à trois reprises meilleur acteur au Festival et à deux reprises meilleur metteur en scène ; en 1938, elle reçoit le prix Dame Tweedsmuir décerné à la meilleure interprétation féminine.
Parallèlement, elle peint et expose ses paysages et portraits avec la Manitoba Society of Artists, de 1932 à 1975 ; elle expose avec d'autres artistes à la Winnipeg Art Gallery et réalise quatre expositions personnelles au Centre culturel franco-manitobain. Plusieurs de ses tableaux sont exposés au Musée de Saint-Boniface à Winnipeg. Le Musée national des beaux-arts du Québec possède un pastel de Pauline Boutal.
Elle meurt à Saint-Boniface le 30 avril 1992 à l'âge de 97 ans.

## Distinctions
Pauline Boutal est nommée officier de l'Ordre des Palmes Académiques en 1939. En 1950, elle reçoit le Prix canadien d'art dramatique et en 1953 le prix Golden Boy du Manitoba (elle est le premier francophone à recevoir cet honneur). Elle est nommée à l'Ordre du Canada en 1973, pour sa contribution au développement du théâtre français au Manitoba. En 1975, le Centre culturel franco-manitobain nomme son théâtre Salle Pauline-Boutal en son honneur.